# ステップ・アップ (ウエイトトレーニング)
ステップ・アップ(step up)はウエイトトレーニングの種目の一つ。大臀筋、大腿四頭筋、ハムストリングスの筋力を高め、筋肥大を促す。
立ち上がるときはしっかりと腰を入れ、ヒザを十分に伸ばすようにすること。
ベンチとの距離を置き、前傾して股関節を深く曲げた状態からスタートすると、大臀筋とハムストリングスへの刺激が強くなる。

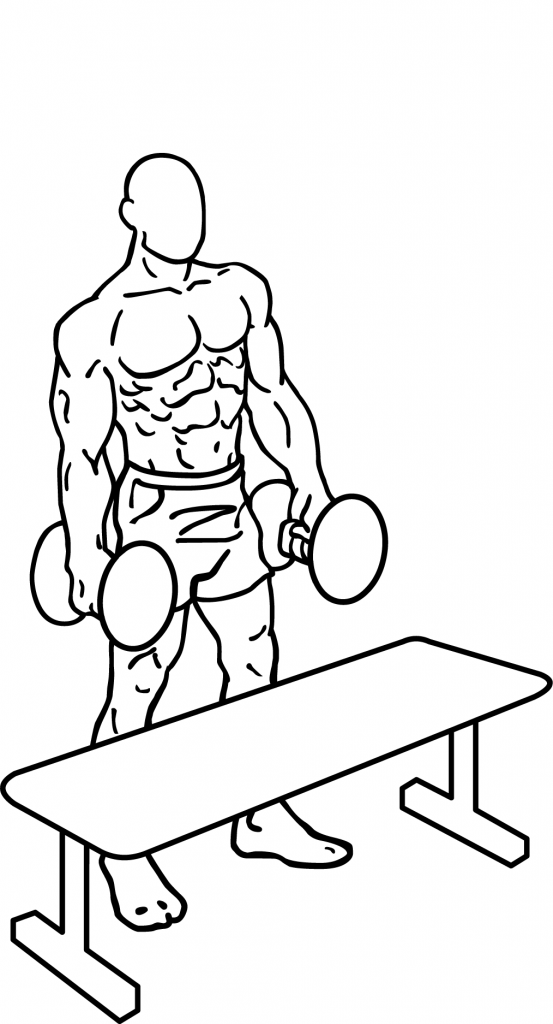
ダンベル・ステップ・アップ(スタート)

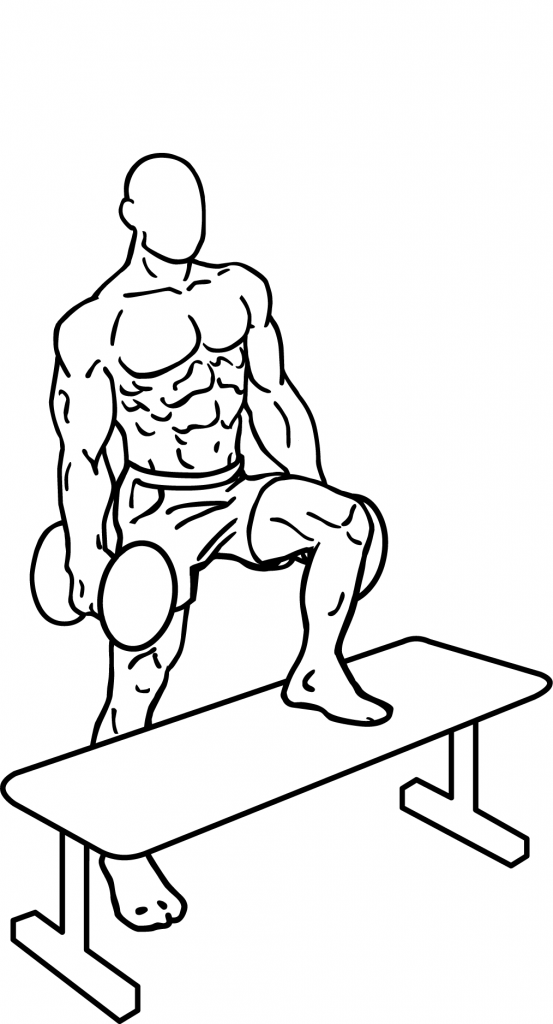
ダンベル・ステップ・アップ

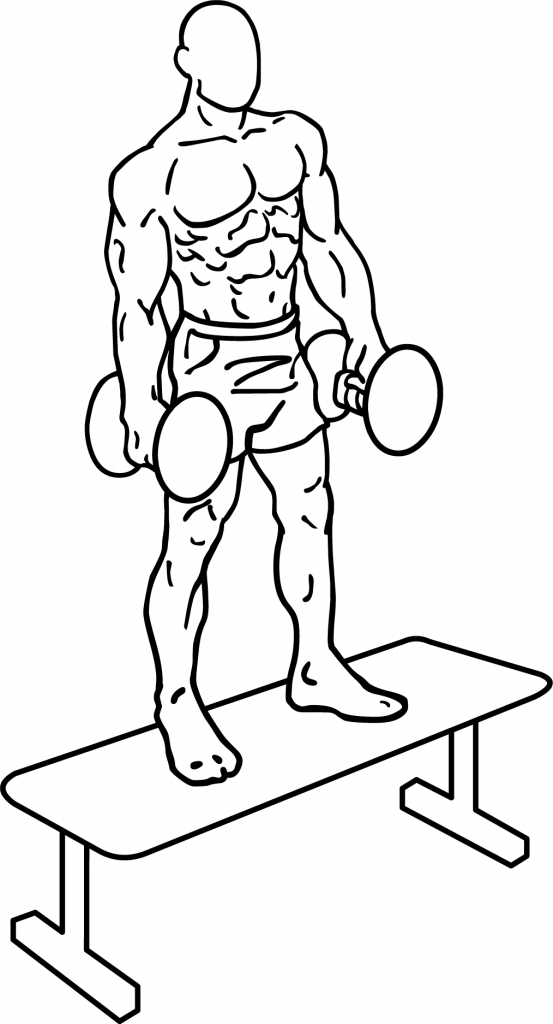
ダンベル・ステップ・アップ(フィニッシュ)

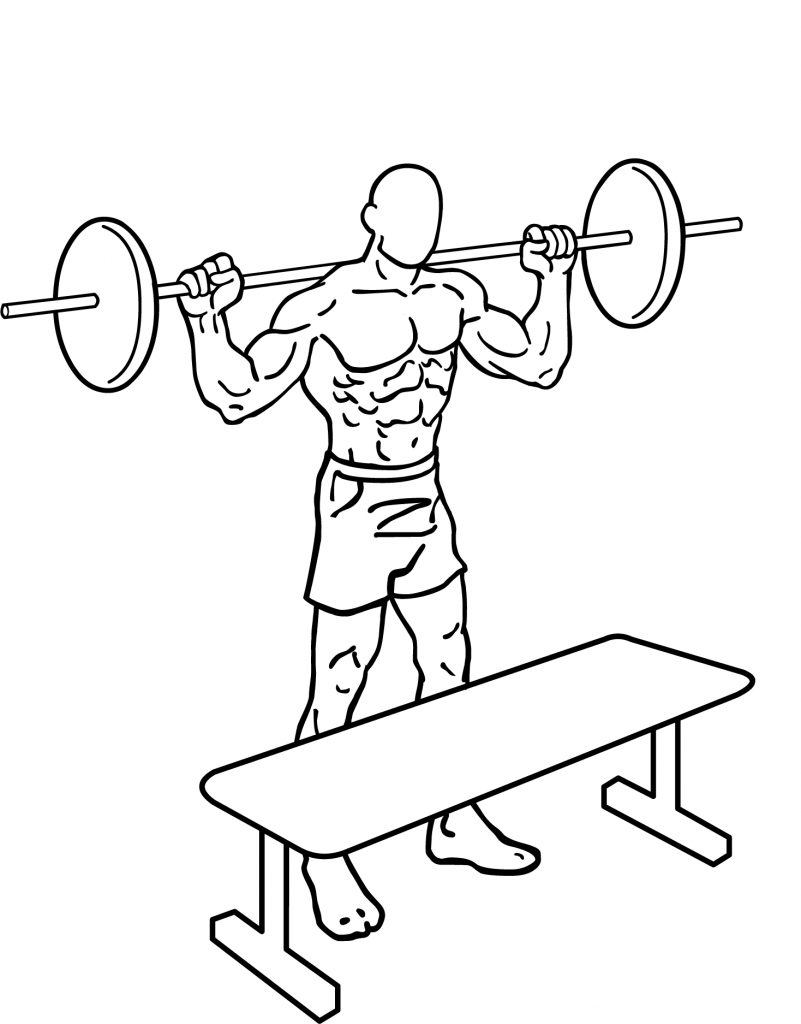
バーベル・ステップ・アップ(スタート)

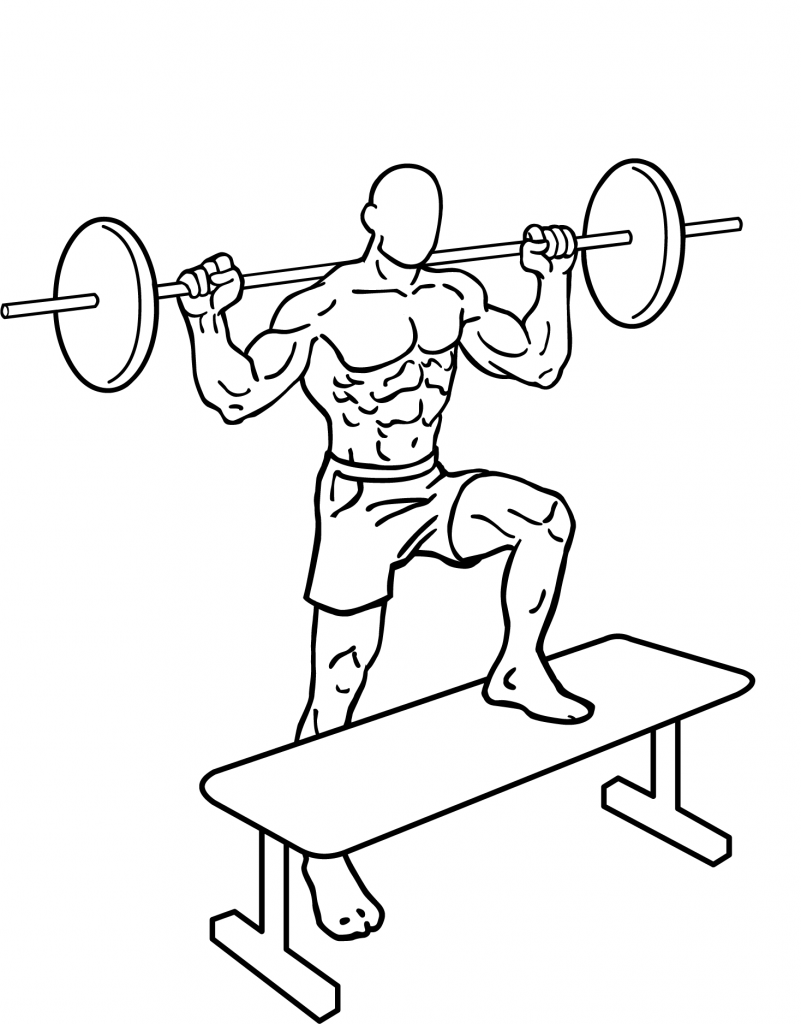
バーベル・ステップ・アップ

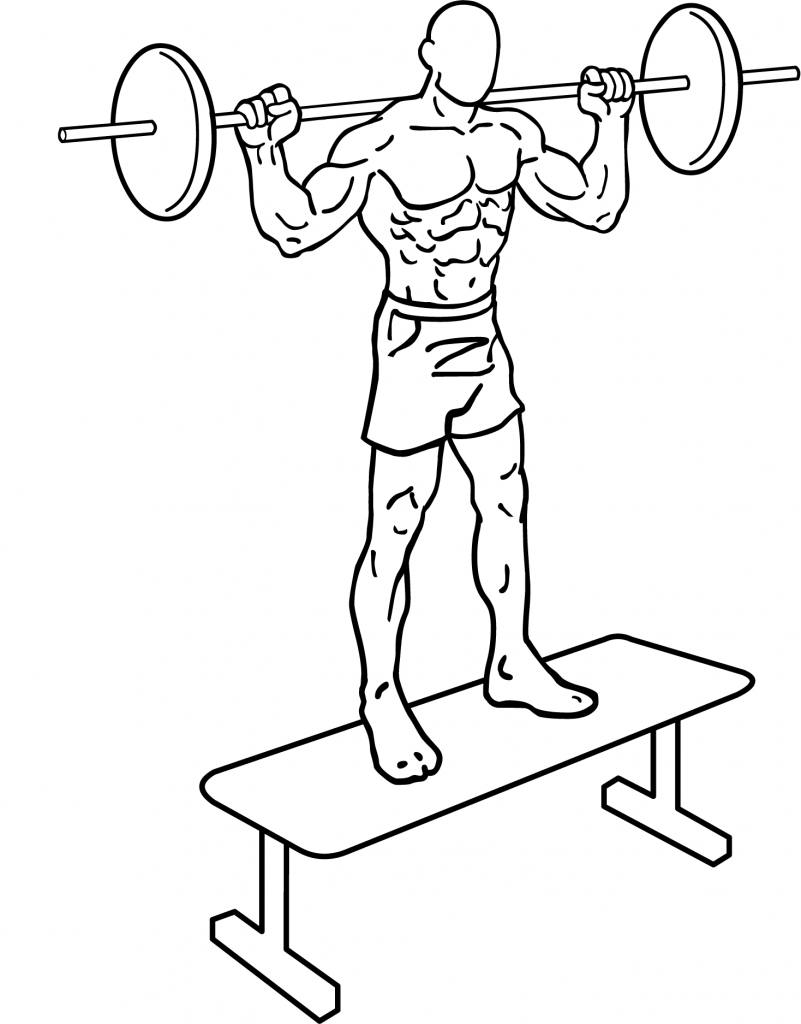
バーベル・ステップ・アップ(フィニッシュ)

## 具体的動作

### ダンベル・ステップ・アップ
1. 両手にダンベルを持ち、フラットベンチまたは台の前に立つ。
2. 片足をベンチの上に乗せる。
3. 息を吐きながら、ベンチに乗せた方の脚の力で台に上がる。
4. 先にベンチに乗せた方の足はそのまま残しておき、ゆっくりと逆の足を床に戻す。

### バーベル・ステップ・アップ
1. スクワットの要領でバーベルを担ぎ、フラットベンチまたは台の前に立つ。
2. 片足をベンチの上に乗せる。
3. 息を吐きながら、ベンチに乗せた方の脚の力で台に上がる。
4. 先にベンチに乗せた方の足はそのまま残しておき、ゆっくりと逆の足を床に戻す。